# Сиротовщина (Дятловский район)
Си́ротовщина (бел. Сіратаўшчына) — деревня в Дятловском сельсовете Дятловского района Гродненской области Белоруссии. В результатах переписи населения 2009 года деревня Сиротовщина не упоминается.

## География
Сиротовщина расположена в 5 км к западу от Дятлово, 136 км от Гродно, 20 км от железнодорожной станции Новоельня.

## История
В 1921—1939 годах Сиротовщина находилась в составе межвоенной Польской Республики. В сентябре 1939 года Сиротовщина вошла в состав БССР.
В 1996 году Сиротовщина входила в состав Вензовецкого сельсовета и колхоза «Заря». В деревне насчитывалось 5 хозяйств, проживало 9 человек.
В 2007 году деревня была передана из Вензовецкого в Дятловский сельсовет.